# Marcelo Ríos
Marcelo Andrés Ríos Mayorga (ur. 26 grudnia 1975 w Santiago) – chilijski tenisista, reprezentant w Pucharze Davisa, lider rankingu ATP w grze pojedynczej, olimpijczyk z Sydney (2000).

## Kariera tenisowa
Ríos był pierwszym zawodnikiem z Ameryki Południowej, który został liderem na świecie w kategorii juniorów. Dokonał tego w 1993 roku, m.in. po zwycięstwie w US Open.
Jako zawodowy tenisista Ríos występował w latach 1994–2004.
W grze pojedynczej Chilijczyk zwyciężył w 18 turniejach o randze ATP World Tour oraz awansował do 13 finałów. Rok 1998 był najlepszy w karierze Ríosa. Dotarł do finału wielkoszlemowego Australian Open, jednak w decydującym meczu przegrał z Petrem Kordą 2:6, 2:6, 2:6. W marcu, po wygraniu rozgrywek w Miami został liderem rankingu światowego. Do końca sezonu pozostawał w ścisłej czołówce, kończąc rok 1998 na 2. pozycji, za Pete’em Samprasem. W 1998 roku wygrał siedem turniejów, a na pozycji lidera pozostawał łącznie przez 6 tygodni. Wystąpił także w turnieju ATP World Tour World Championships (wycofał się w trakcie turnieju z powodu urazu).
W grze podwójnej Ríos triumfował w 1 zawodach z cyklu ATP World Tour, a także osiągnął 1 finał.
W latach 1993–2003 reprezentował Chile w Pucharze Davisa, rozgrywając łącznie 35 meczów singlowych, z których w 25 zwyciężył. W deblu wystąpił w 10 meczach, z których 3 wygrał.
W 2000 roku Ríos uczestniczył w igrzyskach olimpijskich w Sydney. Odpadł z rywalizacji singlowej w 1 rundzie, podobnie jak i w deblu. W 2003 wygrał 2 srebrne medale podczas igrzysk panamerykańskich w Santo Domingo, w konkurencji singla i debla.

### Finały w turniejach ATP World Tour
| Legenda                                      |
| -------------------------------------------- |
| Wielki Szlem                                 |
| Igrzyska olimpijskie                         |
| Tennis Masters Cup / ATP Finals              |
| ATP Masters Series / ATP Tour Masters 1000   |
| ATP International Series Gold / ATP Tour 500 |
| ATP International Series / ATP Tour 250      |

#### Gra pojedyncza (18–13)
| Końcowy wynik | Nr  | Data                 | Turniej                    | Nawierzchnia    | Przeciwnik          | Wynik finału                  |
| ------------- | --- | -------------------- | -------------------------- | --------------- | ------------------- | ----------------------------- |
| Zwycięzca     | 1.  | 28 maja 1995         | Bolonia                    | Ceglana         | Marcelo Filippini   | 6:2, 6:4                      |
| Zwycięzca     | 2.  | 30 lipca 1995        | Amsterdam                  | Ceglana         | Jan Siemerink       | 6:4, 7:5, 6:4                 |
| Zwycięzca     | 3.  | 8 października 1995  | Kuala Lumpur               | Dywanowa (hala) | Mark Philippoussis  | 7:6(6), 6:2                   |
| Finalista     | 1.  | 29 października 1995 | Santiago                   | Ceglana         | Ctislav Doseděl     | 6:7(3), 3:6                   |
| Finalista     | 2.  | 10 marca 1996        | Scottsdale                 | Twarda          | Wayne Ferreira      | 6:2, 3:6, 3:6                 |
| Finalista     | 3.  | 21 kwietnia 1996     | Barcelona                  | Ceglana         | Thomas Muster       | 3:6, 6:4, 4:6, 1:6            |
| Zwycięzca     | 4.  | 26 maja 1996         | St. Pölten                 | Ceglana         | Félix Mantilla      | 6:2, 6:4                      |
| Finalista     | 4.  | 10 listopada 1996    | Santiago                   | Ceglana         | Hernán Gumy         | 4:6, 5:7                      |
| Finalista     | 5.  | 16 lutego 1997       | Marsylia                   | Twarda (hala)   | Thomas Enqvist      | 4:6, 0:1 krecz                |
| Zwycięzca     | 5.  | 27 kwietnia 1997     | Monte Carlo                | Ceglana         | Àlex Corretja       | 6:4, 6:3, 6:3                 |
| Finalista     | 6.  | 18 maja 1997         | Rzym                       | Ceglana         | Àlex Corretja       | 5:7, 5:7, 3:6                 |
| Finalista     | 7.  | 24 sierpnia 1997     | Boston                     | Twarda          | Sjeng Schalken      | 5:7, 3:6                      |
| Finalista     | 8.  | 9 listopada 1997     | Santiago                   | Ceglana         | Julián Alonso       | 2:6, 1:6                      |
| Zwycięzca     | 6.  | 18 stycznia 1998     | Auckland                   | Twarda          | Richard Fromberg    | 4:6, 6:4, 7:6(3)              |
| Finalista     | 9.  | 1 lutego 1998        | Australian Open, Melbourne | Twarda          | Petr Korda          | 2:6, 2:6, 2:6                 |
| Zwycięzca     | 7.  | 15 marca 1998        | Indian Wells               | Twarda          | Greg Rusedski       | 6:3, 6:7(15), 7:6(4), 6:4     |
| Zwycięzca     | 8.  | 29 marca 1998        | Miami                      | Twarda          | Andre Agassi        | 7:5, 6:3, 6:4                 |
| Zwycięzca     | 9.  | 17 maja 1998         | Rzym                       | Ceglana         | Albert Costa        | walkower                      |
| Zwycięzca     | 10. | 24 maja 1998         | St. Pölten                 | Ceglana         | Vince Spadea        | 6:2, 6:0                      |
| Zwycięzca     | 11. | 4 października 1998  | Puchar Wielkiego Szlema    | Twarda (hala)   | Andre Agassi        | 6:4, 2:6, 7:6(1), 5:7, 6:3    |
| Zwycięzca     | 12. | 18 października 1998 | Singapur                   | Dywanowa (hala) | Mark Woodforde      | 6:4, 6:2                      |
| Finalista     | 10. | 25 kwietnia 1999     | Monte Carlo                | Ceglana         | Gustavo Kuerten     | 4:6, 1:2 krecz                |
| Zwycięzca     | 13. | 9 maja 1999          | Hamburg                    | Ceglana         | Mariano Zabaleta    | 6:7(5), 7:5, 5:7, 7:6(5), 6:2 |
| Zwycięzca     | 14. | 23 maja 1999         | St. Pölten                 | Ceglana         | Mariano Zabaleta    | 4:4 krecz                     |
| Finalista     | 11. | 10 października 1999 | Szanghaj                   | Twarda          | Magnus Norman       | 6:2, 3:6, 5:7                 |
| Zwycięzca     | 15. | 17 października 1999 | Singapur                   | Twarda (hala)   | Mikael Tillström    | 6:2, 7:6(5)                   |
| Zwycięzca     | 16. | 23 lipca 2000        | Umag                       | Ceglana         | Mariano Puerta      | 7:6(1), 4:6, 6:3              |
| Zwycięzca     | 17. | 7 stycznia 2001      | Doha                       | Twarda          | Bohdan Ulihrach     | 6:3, 2:6, 6:3                 |
| Zwycięzca     | 18. | 30 września 2001     | Hongkong                   | Twarda          | Rainer Schüttler    | 7:6(3), 6:2                   |
| Finalista     | 12. | 27 października 2002 | Sztokholm                  | Twarda (hala)   | Paradorn Srichaphan | 7:6(2), 0:6, 3:6, 2:6         |
| Finalista     | 13. | 16 lutego 2003       | Viña del Mar               | Ceglana         | David Sánchez       | 6:1, 3:6, 3:6                 |

#### Gra podwójna (1–1)
| Końcowy wynik | Nr | Data          | Turniej    | Nawierzchnia | Partner        | Przeciwnicy                 | Wynik finału |
| ------------- | -- | ------------- | ---------- | ------------ | -------------- | --------------------------- | ------------ |
| Zwycięzca     | 1. | 30 lipca 1995 | Amsterdam  | Ceglana      | Sjeng Schalken | Wayne Arthurs Neil Broad    | 4:6, 2:6     |
| Finalista     | 1. | 11 marca 2001 | Scottsdale | Twarda       | Sjeng Schalken | Donald Johnson Jared Palmer | 6:7(3), 2:6  |

### Osiągnięcia w turniejach Wielkiego Szlema i ATP World Tour Masters 1000 (gra pojedyncza)
| Turniej                     | 1994         | 1995         | 1996         | 1997         | 1998         | 1999         | 2000         | 2001         | 2002         | 2003         | 2004         | Wygrane turnieje | Bilans w turnieju |
| Wielki Szlem                | Wielki Szlem | Wielki Szlem | Wielki Szlem | Wielki Szlem | Wielki Szlem | Wielki Szlem | Wielki Szlem | Wielki Szlem | Wielki Szlem | Wielki Szlem | Wielki Szlem | Wielki Szlem     | Wielki Szlem      |
| --------------------------- | ------------ | ------------ | ------------ | ------------ | ------------ | ------------ | ------------ | ------------ | ------------ | ------------ | ------------ | ---------------- | ----------------- |
| Australian Open             | –            | –            | 1R           | QF           | F            | –            | –            | 1R           | QF           | –            | –            | 0 / 5            | 14–5              |
| French Open                 | 2R           | 2R           | 4R           | 4R           | QF           | QF           | 1R           | 2R           | –            | 1R           | –            | 0 / 9            | 17–9              |
| Wimbledon                   | –            | 1R           | –            | 4R           | 1R           | –            | –            | –            | –            | –            | –            | 0 / 3            | 3–3               |
| US Open                     | 2R           | 1R           | 2R           | QF           | 3R           | 4R           | 3R           | 3R           | 3R           | –            | –            | 0 / 9            | 17–9              |
| Bilans spotkań              | 2–2          | 1–3          | 4–3          | 14–4         | 12–4         | 7–2          | 2–2          | 3–3          | 6–2          | 0–1          | 0–0          | –                | 51–26             |
| ATP World Tour Finals       |              |              |              |              |              |              |              |              |              |              |              |                  |                   |
| ATP World Tour Finals       | –            | –            | –            | –            | RR           | –            | –            | –            | –            | –            | –            | 0 / 1            | 0–1               |
| ATP World Tour Masters 1000 |              |              |              |              |              |              |              |              |              |              |              |                  |                   |
| Indian Wells                | –            | 3R           | SF           | 2R           | W            | 3R           | 2R           | 1R           | 3R           | 2R           | –            | 1 / 9            | 16–9              |
| Miami                       | –            | 3R           | 3R           | 3R           | W            | 4R           | 4R           | 2R           | SF           | 4R           | –            | 1 / 9            | 20–7              |
| Monte Carlo                 | –            | –            | SF           | W            | –            | F            | 1R           | 2R           | 3R           | –            | –            | 1 / 6            | 16–4              |
| Rzym                        | –            | 2R           | QF           | F            | W            | 1R           | 1R           | 2R           | –            | –            | –            | 1 / 7            | 15–6              |
| Hamburg                     | –            | –            | SF           | 3R           | 2R           | W            | SF           | 2R           | –            | –            | –            | 1 / 6            | 14–5              |
| Montreal/Toronto            | –            | –            | SF           | –            | –            | –            | 3R           | –            | 3R           | –            | –            | 0 / 3            | 7–3               |
| Cincinnati                  | –            | 1R           | –            | 3R           | 2R           | –            | 2R           | –            | 2R           | –            | –            | 0 / 5            | 4–5               |
| Stuttgart/Madryt            | –            | –            | QF           | QF           | QF           | QF           | –            | 3R           | 2R           | –            | –            | 0 / 6            | 11–5              |
| Paryż                       | –            | –            | 2R           | 2R           | QF           | 2R           | –            | –            | 1R           | –            | –            | 0 / 5            | 2–5               |
| Ranking na koniec sezonu    |              |              |              |              |              |              |              |              |              |              |              |                  |                   |
|                             | 107          | 25           | 11           | 10           | 2            | 9            | 37           | 39           | 24           | 105          | 842          | –                | –                 |

Legenda
     W, wygrał turniej
     F, przegrał w finale
     SF, przegrał w półfinale
     QF, przegrał w ćwierćfinale
     4R, 3R, 2R, 1R przegrał w IV, III, II, I rundzie
     RR, odpadł w fazie grupowej
     –, nie startował w turnieju głównym